# 陳瑩 (政治人物)
陳瑩（1972年11月15日—），中華民國政治人物，民主進步黨籍，卑南族人，現任立法委員，曾任民主進步黨立法院黨團書記長、第7屆第4會期立法院社會福利及衛生環境委員會召集委員、民進黨中央常務委員及婦女部主任。陳瑩是民進黨少數出身原住民族的中央民意代表，也是目前自立法院改選以來，民進黨首位在原住民選舉區多次當選的立法委員。

## 早年及背景
陳瑩出生於臺東縣，具有卑南族背景。5歲時開始學習鋼琴，碩士階段為鋼琴、大鍵琴雙主修，博士班專攻大鍵琴演奏。父親陳建年曾任臺東縣縣長、原民會主任委員等職務。祖父陳耕元就讀嘉義農林學校期間，代表台灣前進1931年甲子園大賽獲得亞軍。

## 政治生涯

### 立法委員
2004年底，陳瑩代表民主進步黨參選第六屆平地原住民選區立法委員，順利當選，也是該黨唯一一次原住民席次。2008年由於選情艱困因而轉戰不分區，而原民進黨不分區立委中的原住民代表陳秀惠則是轉戰平原選區，以五位候選人中最低票（5710票，8.7%）落敗。
2012年則被排為不分區立委第17名，但民進黨最終僅獲13席，三連霸失利，民進黨於第八屆立法委員中也因而無原住民代表。卸任後，重走音樂路，積極規劃開演奏會，也考慮籌設原住民藝術村，希望幫更多原住民發揮藝術、音樂方面專長，並增加原住民工作機會，繼續經營基層。
2014年，陳瑩擔任民進黨原住民族事務部主任，接替投入臺北市議員平地原住民族選區的主任馬耀·谷木。
2015年4月8日，陳瑩再度獲得民進黨徵召，投入2016年平地原住民立委選舉，黨職職缺由新北市議員夷將·拔路兒接替。2016年，陳瑩以17,052票、18.02%第三高票當選平地原住民立法委員，暌違四年重回立法院，同時也是該屆唯一的卑南族立法委員。
2017年8月，陳瑩因推動台灣與紐西蘭的醫療外交及要求衛福部協助編撰毛利草藥藥典，紐國第7任毛利國王圖黑堤亞除深表致謝外，也親自頒贈二級紐西蘭毛利皇室勳章（類似英國的爵級司令勳章）給陳瑩，將她視為王室成員之一，是毛利皇室頒贈該項勳章的首位外國人。

## 政策與立場
- 2016年2月15日，國片「大尾鱸鰻2」劇情涉及揶揄達悟族人，陳瑩與與桃園市議員林志強（阿美族）召開記者會播放盜版【大尾鱸鰻2】影片，認為創作自由不應凌駕族群尊重之上，要求導演邱瓈寬道歉，未來並將預備推動反歧視法、族群平等法。[12]

- 揭露中國國民黨長年低價賤租佔用屏東來義鄉黨部、桃園復興鄉黨部與蘭嶼鄉黨部所在的原住民保留地，2016年10月再揭發屏東縣獅子鄉、春日鄉、三地門鄉與南投縣信義鄉、仁愛鄉的5個黨部同樣位於原保地。平均佔用時間更是超過20年，最長達到33年，期間每月每坪租金僅0.8元至42元不等，無償佔用時間最短的信義鄉黨部，也是佔用5年後才開始支付補償金。仁愛鄉黨部仍然是無償佔用的狀態。[13]

- 2016年7月，針對原住民於祭典時間返回花東交通列車，推動「原住民返鄉祭典列車」。[14]2017年，原住民祭典返鄉列車於七、八月共開設10梯次、100個車次、1萬3千個座位，提供作為原住民返鄉參加祭典疏運交通。[15]

- 2016年10月5日，在立法院擔任召委主持社會福利及衛生環境委員會，一分鐘內直接宣布通過初審包括一例一休在內的《勞動基準法》修正草案等共七案初審，引起爭議。[16][17][18]

## 個人生活
陳瑩2000年與小他5歲的周世川結婚，兩人育有一子。兩人2007年協議離婚，最後她獲得兒子撫養權。
陳瑩是耶穌基督後期聖徒教會成員。

## 選舉紀錄
| 年度 | 選舉屆數             | 選舉區                                 | 所屬政黨   | 得票數    | 得票率 | 當選標記 | 備註 |
| ---- | -------------------- | -------------------------------------- | ---------- | --------- | ------ | -------- | ---- |
| 2004 | 第六屆立法委員選舉   | 平地原住民選舉區                       | 民主進步黨 | 8,364     | 13.23% |          |      |
| 2008 | 第七屆立法委員選舉   | 全國不分區及僑居國外國民立法委員選舉區 | 民主進步黨 | 3,610,106 | 36.91% |          |      |
| 2012 | 第八屆立法委員選舉   | 全國不分區及僑居國外國民立法委員選舉區 | 民主進步黨 | 4,556,424 | 34.62% |          |      |
| 2016 | 第九屆立法委員選舉   | 平地原住民選舉區                       | 民主進步黨 | 17,052    | 18.02% |          |      |
| 2020 | 第十屆立法委員選舉   | 平地原住民選舉區                       | 民主進步黨 | 25,843    | 21.20% |          |      |
| 2024 | 第十一屆立法委員選舉 | 平地原住民選舉區                       | 民主進步黨 | 27,431    | 23.04% |          |      |

## 外部連結
- 陳瑩Facebook （页面存档备份，存于）
- 立法院 （页面存档备份，存于）